# Mangues do Rio São Francisco
Os Mangues do Rio São Francisco consituem uma ecorregião definida pelo WWF no domínio da Mata Atlântica brasileira. São mangues que ocorrem desde Maceió até a baía de Salvador. São ecossistemas associados aos estuários dos rio São Francisco, Sergipe, Paraguaçu e Vaza-Barris.

## Características
Localizada no Nordeste Brasileiro, esta ecorregião se localiza entre os estados de Alagoas, Sergipe e Bahia. Possuem notável beleza cênica, visto serem áreas cercadas por praias e florestas de restinga. O clima varia, desde um clima com estação seca de até 5 meses em Alagoas, até um clima sempre úmido na Bahia. A precipitação anual varia de 1.250 a 1.500mm. A flora é composta basicamente por três espécies: Rhizophora mangle, Avicennia schaueriana e Laguncularia racemosa.

## Biodiversidade

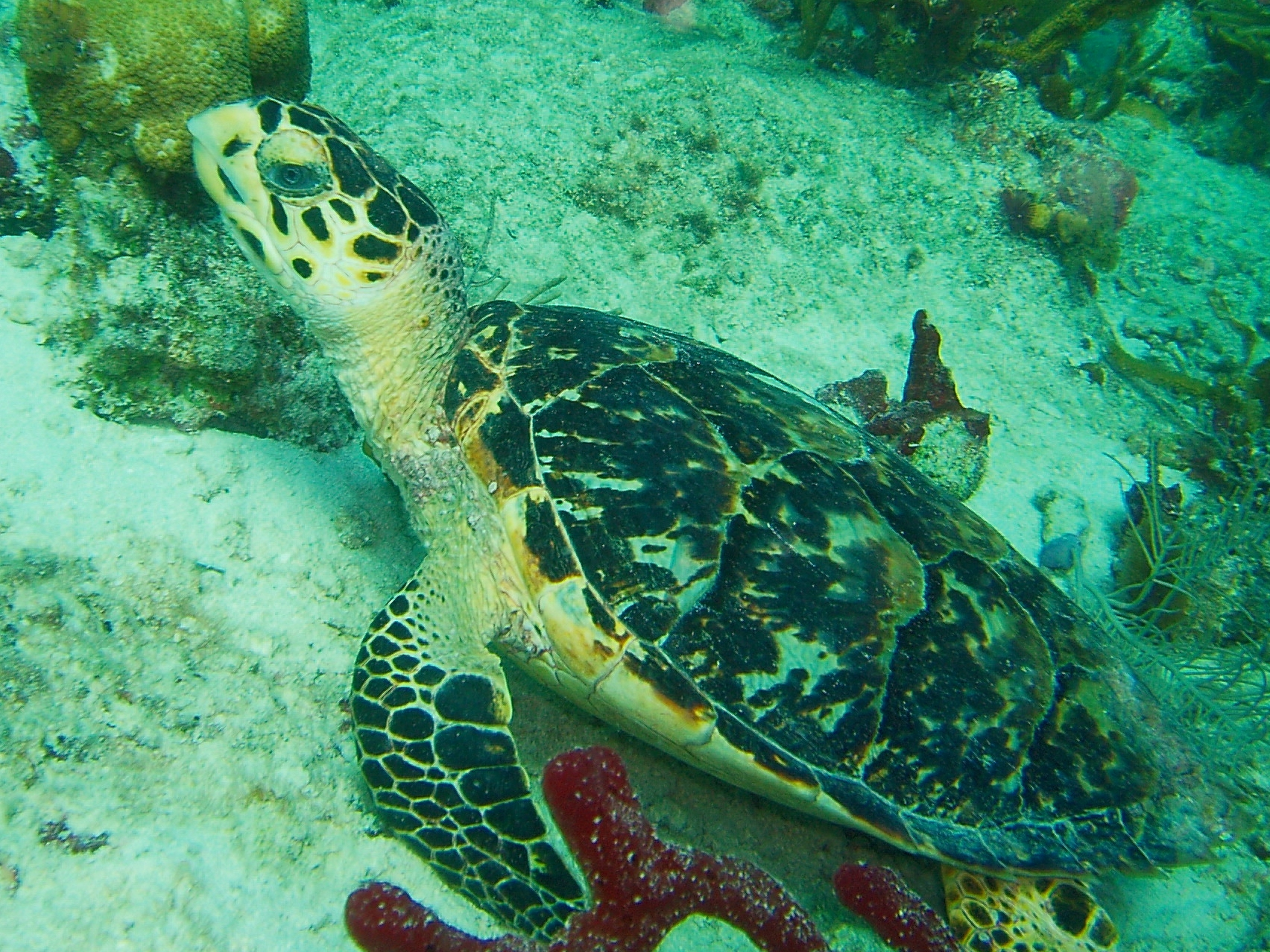
Os mangues do Nordeste Brasileiro são importantes sítios de desova de 5 espécies de tartarugas-marinha.

Pouco é conhecido sobre a biodiversidade da ecorregião. Provavelmente é um importante centro para aves migratórias e foram registradas as 5 espécies de tartarugas-marinha encontradas no Brasil.

## Conservação
É um ecorregião que possui um bom status de conservação, com inúmeras unidades de conservação em áreas críticas: a Reserva Biológica de Santa Isabel (com 27km²) e Mangue Seco (com 34km²) são bons exemplos. A Reserva Biológica de Santa Isabel é um importante sítio de nidificação da Lepidochelys olivacea.